# Kanał żeglugowy łączący

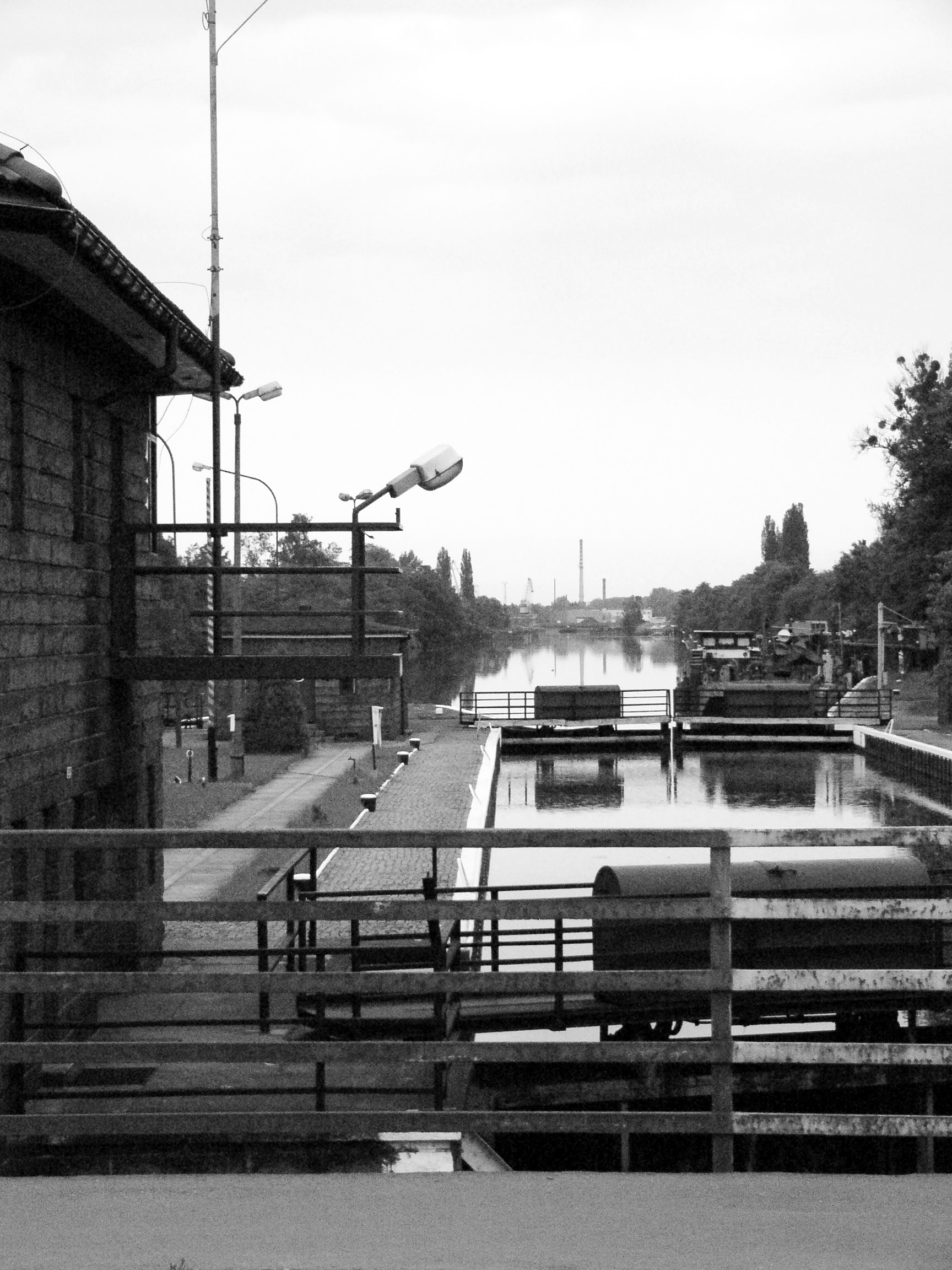
Śluza Łabędy na Kanale Gliwickim. W tle widać Port Gliwice.

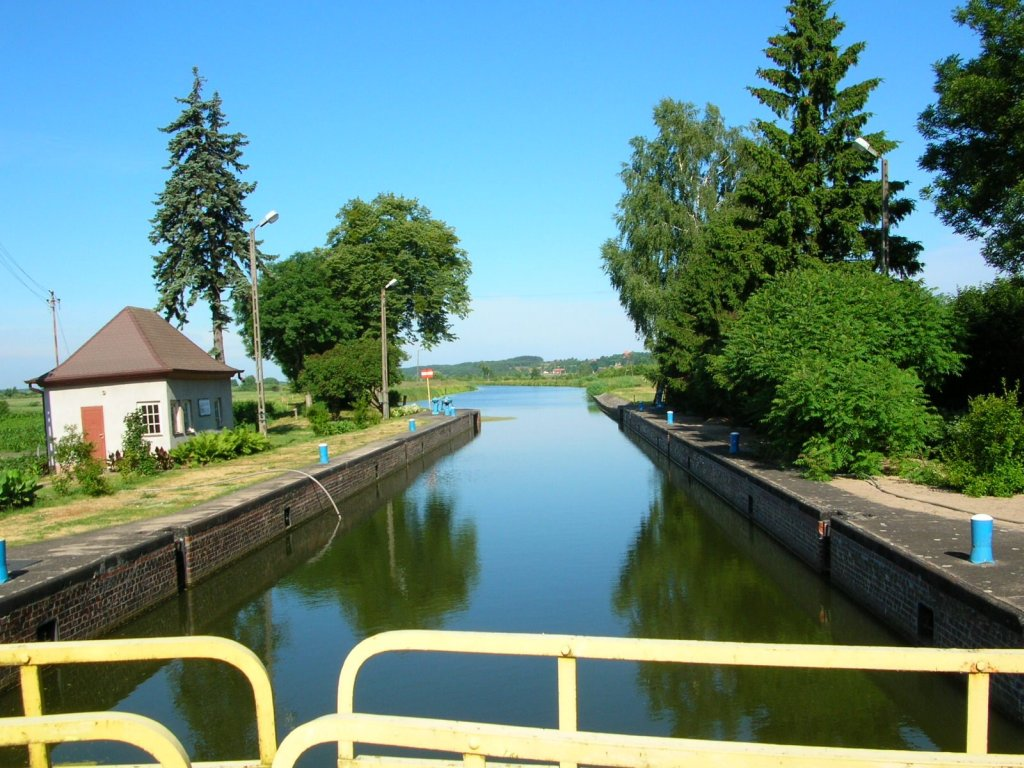
Śluza Osowa Góra na Kanale Bydgoskim.

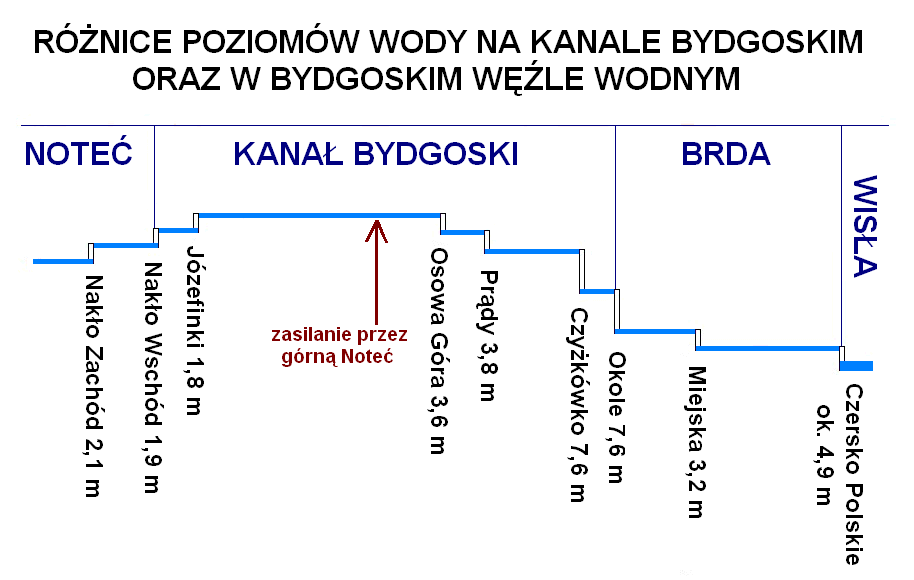
Przekrój wysokościowy Kanału Bydgoskiego.

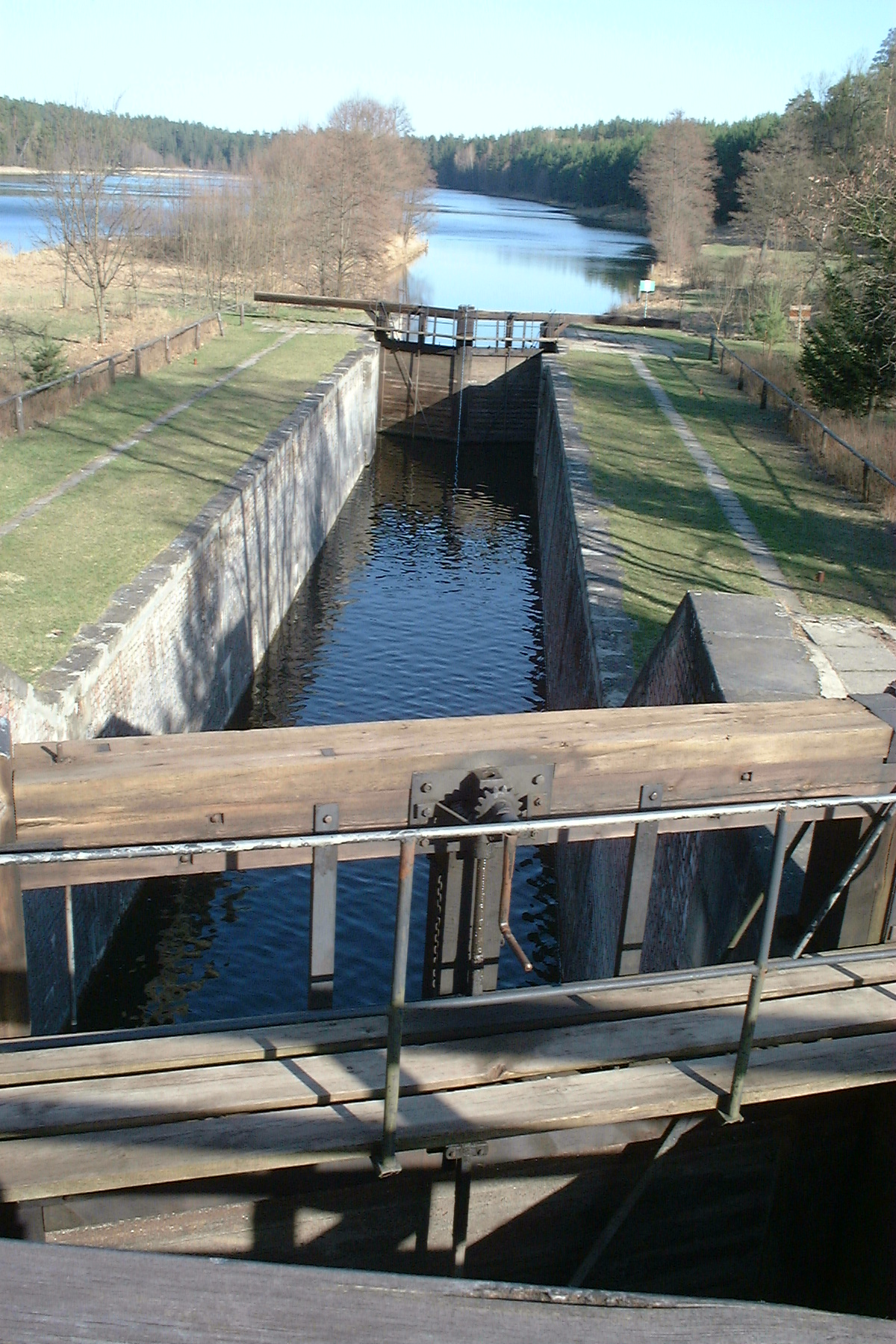
Śluza Paniewo na Kanale Augustowskim.

Kanał żeglugowy łączący – rodzaj kanału żeglugowego, którego zadaniem jest zapewnienie połączenia jednej drogi wodnej z inną drogą wodną, poprzez przekroczenie działu wodnego, lub z ośrodkiem przemysłowym, miejskim, jeziorem albo innym obiektem, poprzez przedłużenie istniejącej drogi wodnej, także wykreowanie bocznej odnogi dla takiej drogi wodnej. Nazwa tego typu kanałów odpowiada potocznemu rozumieniu pojęcia "łączenie"  .

## Rodzaje kanałów łączących
Kanały żeglugowe łączące dzielą się na dwa rodzaje:
- kanały żeglugowe wododziałowe
- kanały żeglugowe dojazdowe.

Kanały wododziałowe zapewniają połączenie dróg wodnych przebiegających odrębnymi rzekami lub dolinami rzecznymi, a tym samym umożliwiają jednostkom pływającym przekroczenie działu wodnego. Są to więc kanały budowane jako kanały zamknięte. Ten rodzaj kanałów żeglugowych umożliwia stworzenie spójnego systemu dróg wodnych, poprzez łączenie ze sobą istniejących, odrębnych na poszczególnych rzekach (dorzeczach), dróg wodnych.
Kanały dojazdowe buduje się jako kanały otwarte lub zamknięte. Stanowią one szlak żeglugowy który kończy się przy wybranym obiekcie portem lub nabrzeżem przeładunkowym.

## Przykłady kanałów łączących w Polsce
Przykładami kanałów łączących istniejących w Polsce są:
- kanały wododziałowe:
  - Kanał Bydgoski, łączący Odrzańską Drogę Wodną, Wartę i Noteć z Brdą i dalej Wisłą (Droga wodna Wisła-Odra)[10][11][12][13][14],
  - Kanał Augustowski (Polska/Białoruś), łączący Wisłę i Narew z Niemnem[10][11][13][15]
- kanały dojazdowe:
  - Kanał Gliwicki, który stanowi boczną odnogę dla Odry, przedłużając Odrzańską Drogę Wodną i łącząc ten szlak żeglugowy z dużym ośrodkiem miejskim i przemysłowym, tj. z Gliwicami i szerzej Górnośląskim Okręgiem Przemysłowym[5][16][17][18][19]